# Johan Otto Åkerstein
Johan Otto Åkerstein, född 1713 i Stockholm (döpt 22/6 i Jakob och Johannes församling) död den 25 april 1766 i Stockholm, var en svensk arkivarie, far till Harald  Åkerstein.
Åkerstein var registrator i Riksarkivet samt fick kunglig bibliotekaries och assessors fullmakt. Han utförde ett 95 årgångar omfattande, för forskningen utomordentligt register (kallat "diarier") till riksregistraturet för 1500–1700-talen, vilket förvaras i Riksarkivet. Han efterlämnade därjämte stora genealogiska samlingar.